# Sterculia venezuelensis
Sterculia venezuelensis là một loài thực vật có hoa trong họ Cẩm quỳ. Loài này được Pittier miêu tả khoa học đầu tiên năm 1938.